# Hudson Leick
Heidi Hudson Leick (Cincinnati, 9 maggio 1969) è un'attrice ed ex modella statunitense, nota soprattutto per aver interpretato il ruolo di Callisto nella serie televisiva Xena - Principessa guerriera.

## Carriera
È stata interprete di 9 episodi della serie tv Melrose Place nel 1995. Nel 1999 lavora con il regista Hugh Johnson sul set del film Chill Factor - Pericolo imminente. È protagonista, nel 2001, del film Gioco di potere di Dennis Dimster. Nel 2003 ha prestato la voce alla protagonista Jennifer Tate nel videogioco Primal.

## Filmografia parziale

### Cinema
- After the Games, regia di Brewster MacWilliams (1997)
- All About Sex, regia di Adam Rifkin (1998)
- Chill Factor - Pericolo imminente (Chill Factor), regia di Hugh Johnson (1999)
- Gioco di potere (Patriot Games), regia di Dennis Dimster (2000)
- One,Two,Many, regia di Michael DeLorenzo (2008)
- Paris Connections, regia di Harley Cokeliss (2010)
- Mid Life Gangster, registi vari (2013)
- Blood Type, regia di Kevin Williams (2018)

### Televisione
- CBS-Schoolbreak Special – serie TV, 1 episodio (1992)
- Law & Order - I due volti della giustizia (Law & Order) – serie TV, 1 episodio (1993)
- Knight Rider 2010, regia di Sam Pillsbury – film TV (1994)
- University Hospital – serie TV, 9 episodi (1995)
- Melrose Place – serie TV, 10 episodi (1995)
- Il tocco di un angelo (Touched by an Angel) – serie TV, 2 episodi (1997)
- Settimo cielo (7th Heaven) – serie TV, 1 episodio (1998)
- Hercules – serie TV, 4 episodi (1997-1999)
- Xena - Principessa guerriera (Xena: Warrior Princess) – serie TV, 12 episodi (1996-2000)
- Tru Calling – serie TV, 1 episodio (2003)
- CSI - Scena del crimine (CSI: Crime Scene Investigation) – serie TV, 1 episodio (2005)
- Shockwave - L'attacco dei droidi (Shockwave), regia di Jim Wynorski – film TV (2006)
- Hallowed Ground, regia di David Benullo – film TV (2007)
- Nip/Tuck – serie TV, 1 episodio (2007)
- Shark - Giustizia a tutti i costi (Shark) – serie TV, 1 episodio (2008)
- Law & Order: Los Angeles – serie TV, 1 episodio (2010)

### Doppiatrice
- Primal (2003) - videogioco
- Lords of EverQuest (2003) - videogioco

## Doppiatrici italiane
Nelle versioni in italiano delle opere in cui ha recitato, Hudson Leick è stata doppiata da:
- Barbara Berengo Gardin in Xena - Principessa guerriera
- Laura Boccanera in Hercules
- Monica Ward in Chill Factor - Pericolo imminente
- Alessandra Korompay in Tru Calling
- Cinzia De Carolis in CSI - Scena del crimine
- Sabrina Duranti in Shockwave - L'attacco dei droidi
- Tiziana Martello in Nip/Tuck